# Enemigos (El ala oeste)
 Enemigos  es el octavo capítulo de la primera temporada de la serie dramática El ala oeste de la Casa Blanca.

## Argumento
En una reunión del gobierno, el Presidente Bartlet y el Vicepresidente Hoynes tienen una agria disputa dialéctica. C.J., ante la prensa, trata de aplacar los rumores de que dicho enfrentamiento ha tenido lugar. Este se ha producido porque el Vicepresidente Hoynes ha dicho que la prioridad del gobierno debería ser trabajar con el congreso para aprobar las leyes y el Presidente Bartlet le ha contestado, condescendientemente, que la prioridad debe ser la de servir al pueblo americano.
Leo envía a C.J. para saber la opinión del Vicepresidente Hoynes, pero este la rechaza, mandándola con su secretario de prensa particular. Al final, el Presidente Bartlet se reunirá en privado con el Vicepresidente Hoynes para advertirle, enfadado, que C.J. es un miembro de su gabinete, y que debe ser respetada como tal. El segundo le recriminará al primero su trato seco y duro, y Bartlet le contestará que, durante las primarias, cuando eligió a su Vicepresidente le hizo rogar, y que nadie le hace rogar por nada.
Por otro lado Leo está preocupado porque su hija Mallory esté saliendo con Sam y le advierte a esta que siempre será un problema enamorarse de un miembro destacado del gabinete del Presidente. Por último Josh, gracias a la ayuda de su secretaria Donna encontrará la manera de evitar la explotación minera a cielo abierto en terrenos federales: la ley de Antigüedades de 1906 que otorga al presidente la facultad de proclamar un monumento nacional.

## Curiosidades
- El título del episodio se refiere a la última escena del capítulo, cuando Josh le indica al Presidente Bartlet que cada día que pasan en la Casa Blanca tienen nuevos enemigos.
- En el episodio se revela como el Presidente Bartlet consiguió su nominación gracias al apoyo del sur, que pertenecía a su por entonces rival Hoynes, pero que no consiguió ningún delegado en el estado de origen de este, Texas.
- Este es el único episodio de la primera temporada de The West Wing que no fue escrito por Aaron Sorkin.

## Enlaces
- Ficha en FormulaTv.
- Enlace al Imdb.
- Guía del Episodio (en inglés).

- Datos: Q5832637